# Mahakali (Nuwakot)
Mahakali (nep. महाकाली) – gaun wikas samiti w środkowej części Nepalu w strefie Bagmati w dystrykcie Nuwakot. Według nepalskiego spisu powszechnego z 2001 roku liczył on 750 gospodarstw domowych i 4036 mieszkańców (2068 kobiet i 1968 mężczyzn).